# Istočno Novo Sarajevo
Istočno Novo Sarajevo je općina u Bosni i Hercegovini, jugoistočno od grada Sarajeva i obuhvaća dio područja prijeratne općine Novo Sarajevo - mjesne zajednice Petrovići, Miljevići, Lukavica, Toplik-Tilava, te dijelove tadašnjih mjesnih zajednica Vraca i Gornji Kovačići.
Općina je formirana poslije potpisivanja Daytonskog sporazuma pod nazivom Srpsko Novo Sarajevo, ali taj naziv je proglašen neustavnim odlukom Ustavnog suda BiH od 22. rujna 2004. radi pridjeva "srpski" u nazivu općine.

## Obrazovanje
Na području općine postoji Osnovna škola Sveti Sava i jedna srednja škola koja nosi naziv "28. juni".